# Hosi Sinicsi
Hosi Sinicsi (星 新一, Hoshi Shin’ichi; Tokió, 1926. szeptember 6. – Tokió, 1997. december 30.) japán novellista, tudományos-fantasztikus író.

## Élete
Apja Hosi Hadzsime (1873-1951) vállalkozó, politikus volt. Hosi a nagyszüleivel nőtt fel, anyai nagyanyja, Koganei Kimiko Mori Ógai testvére volt. Mivel felnőve át kellett vennie családja gyógyszergyárát, a Tokió Egyetemen kémiát hallgatott. 1950-ben az amiláztermelésből doktorált. Apja egy évvel később meghalt, ezért akadémiai tanulmányai megszakítására kényszerült, s átvette a családi cég vezetését. A cég azonban hamarosan tönkrement, s felszámolták. 
Vállalkozói pályafutása után rengeteg időt töltött a Go játék tanulmányozásával és moziba járással. Az itt látott filmek hatására, valamint Ray Bradbury Marsbéli krónikák című munkája elolvasása után kezdett a fantasztikus irodalommal foglalkozni. 
Egy fanzinban publikálta első írását 1957-ben, ezt a  Hoseki magazin utánközölte, majd újabb és újabb írásokat jelentetett meg tőle, így végül Hosi lett a folyóirat egyik állandó közreműködője. 1961-ben jelent meg első novelláskötete. 
Elbeszélései rövidek, terjedelmük általában csupán néhány oldal, s ironikus humorral ábrázolja bennük a modern lét tragikomikus aspektusait, illetve a jövő félelmeit. A szövegeket bizarr helyzetek, váratlan fordulatok és meglepő csattanók jellemzik. A kötet Japán egyik legismertebb szerzőjévé tette. Elbeszéléseken kívül készített két fantasztikus regényt, valamint több forgatókönyvet is. Komacu Szakjóval és Cucui Jaszutakával együtt a modern japán tudományos-fantasztikus irodalom "nagy triászának" tagja.

## Magyarul megjelent művei
- Három történet (három elbeszélés, Metagalaktika 4., 1983)
- A racionalista (elbeszélés, Galaktika 20., 1976)
- A nyitott kapu (elbeszélés, Galaktika 59., 1985)
- A Földről jött ember (elbeszélés, Galaktika 59., 1985)
- Elvesztettük barátunkat (elbeszélés, 62., 1985)
- A főnök háza (elbeszélés, Égtájak 1978-79 antológia, Európa, 1979)

## Fordítás
- Ez a szócikk részben vagy egészben  a   Shin’ichi Hoshi című német Wikipédia-szócikk ezen változatának fordításán alapul.  Az eredeti cikk szerkesztőit annak laptörténete sorolja fel. Ez a jelzés csupán a megfogalmazás eredetét és a szerzői jogokat jelzi, nem szolgál a cikkben szereplő információk forrásmegjelöléseként.